# Asher Keddie
Asher Keddie (Melbourne, Victoria; 31 de julio de 1974) es una actriz australiana, conocida por haber interpretado a Julia Jackson en la serie Love My Way, a Liz Cruickshank en Underbelly: A Tale of Two Cities y actualmente por interpretar a Nina Proudman en Offspring.

## Biografía
Antes de convertirse en actriz se formó como bailarina de ballet pero lo dejó después de que se dislocara la rodilla a los 14 años.
Es muy buena amiga del actor Dan Wyllie.
Asher salió con el actor Marcus Graham.
En 2004 Asher comenzó a salir con el actor de teatro Jay Bowen, a quien conoció mientras trabajaban en la obra Cyrano de Bergerac, finalmente el 3 de enero de 2007 la pareja se casó en una ceremonia a la puesta del sol en Prince Deck en St. Kilda, Melbourne, Australia. Sin embargo en diciembre de 2011 la pareja se separó en buenos términos.
En 2012 comenzó a salir con el pintor australiano Vincent Fantauzzo, la pareja se casó en abril del 2014. El 19 de noviembre de 2014 la pareja anunció que estaban esperando a su primer bebé juntos. El 1 de marzo de 2015 la pareja le dio la bienvenida a su primer hijo, Valentino Fantauzzo. Asher es madrastra de Luca Fantauzzo, el hijo de Vincent de una relación anterior.

## Carrera
Keddie ha participado en numerosas puestas en teatro entre sus participaciones se encuentran Cyrano de Bergerac, Les Liaisons Dangereuses, Birthrights, Great Expectations, The Seagull, Life After George, Madagascar, entre otras... 
En 2004 se unió al elenco principal de la serie dramática Love My Way donde interpretó a ulia Jackson, hasta el final de la serie en 2007.
En 2009 interpretó a la Detective y miembro de la brigada victoriana de delitos mayores Liz Cruickshank en la serie criminal Underbelly: A Tale of Two Cities.
Ese mismo año apareció como personaje recurrente de la serie policiaca Rush donde interpretó a la odiosa exnovia del oficial de policía Lawson, Jacinta Burns.
En 2010 se unió al elenco principal de la serie australiana Offspring donde interpreta a la doctora Nina Proudman, Asher también es la narradora de la serie.
En 2011 se unió al elenco principal de la miniserie Paper Giants: The Birth of Cleo donde interpretó a Ita Buttrose, la empresaria y editora fundadora de la revista "Cleo".
A finales de junio de 2013 se anunció que Asher se uniría al elenco de la nueva serie Party Tricks en donde interpretará a Kate Ballard, una política comprometida y rigurosa cuya victoria parece asegurada hasta que el líder de la oposición y personalidad de la radio David McLeod (Rodger Corser) es elegido.

## Filmografía

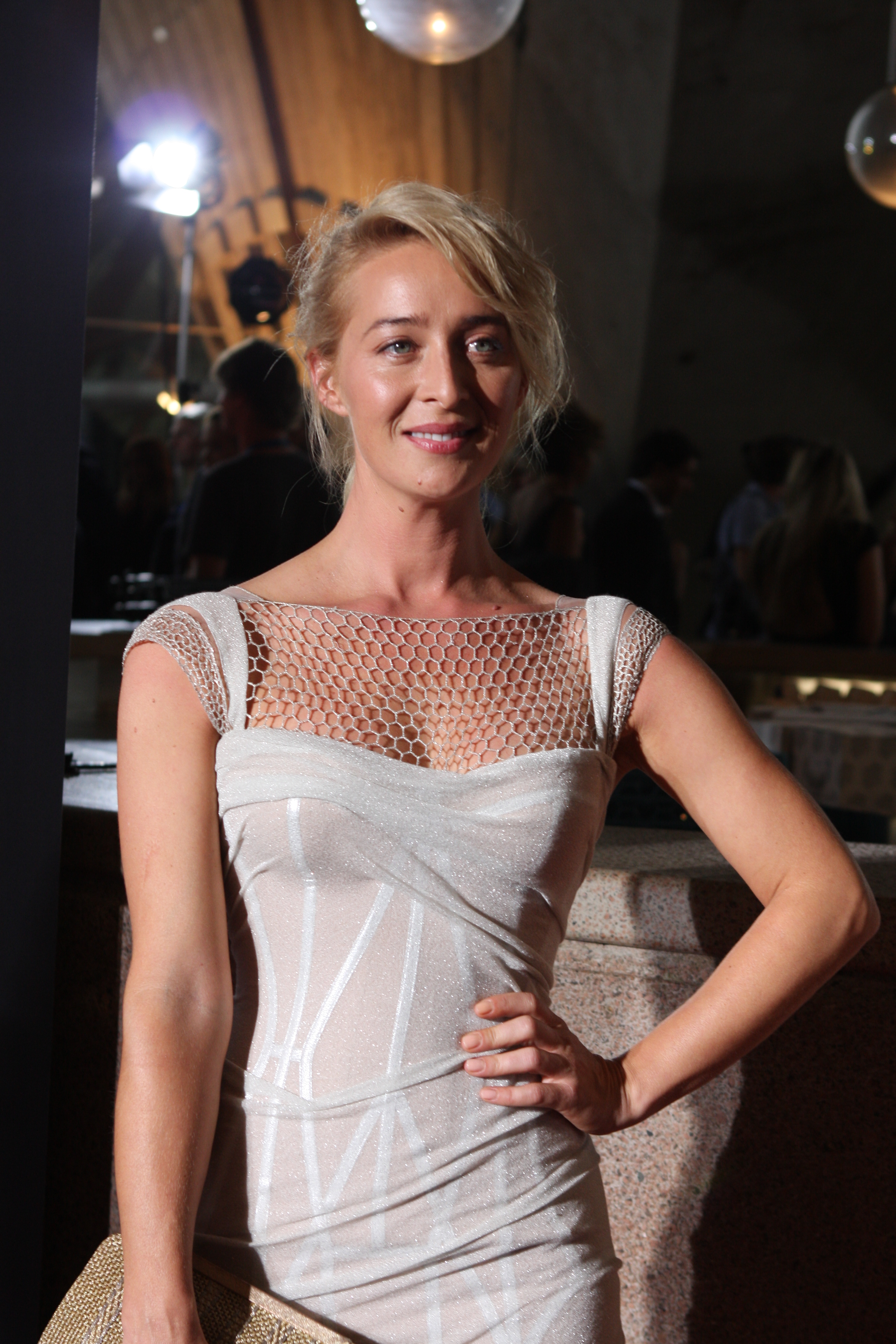
Asher durante la entrega de los premios AACTAs el 31 de enero de 2012.

### Series de Televisión
| Año         | Título                           | Personaje             | Notas                                                    |
| ----------- | -------------------------------- | --------------------- | -------------------------------------------------------- |
| 2021        | Nine Perfect Strangers           | Heather Marconi       | Miniserie, 8 episodios                                   |
| 2018        | The Cry                          | Alexandra             | 4 episodios                                              |
| 2010 - 2017 | Offspring                        | Dra. Nina Proudman    | 86 episodios                                             |
| 2014        | Party Tricks                     | Kate Ballard          | 6 episodios                                              |
| 2013        | It's a Date                      | Verity                | episodio "How Important Is A Sense Of Humour On A Date?" |
| 2011        | Paper Giants: The Birth of Cleo  | Ita Buttrose          | 2 episodios - miniserie                                  |
| 2010        | Satisfaction                     | Ruby O'Kane           | episodio "Bug Crush"                                     |
| 2009        | Rush                             | Jacinta Burns         | 7 episodios                                              |
| 2009        | Underbelly: A Tale of Two Cities | Liz Cruickshank       | 13 episodios                                             |
| 2004 - 2007 | Love My Way                      | Julia Jackson         | 30 episodios                                             |
| 2006        | Two Twisted                      | Sarah                 | episodio "A Date with Doctor D"                          |
| 2005        | Last Man Standing                | Jemima                | episodio # 1.5                                           |
| 2000 - 2004 | Stingers                         | Samantha Piper        | 7 episodios                                              |
| 2002 - 2003 | Blue Heelers                     | Lee-Anne Rheinberger  | 2 episodios                                              |
| 2002        | MDA                              | Rachel O'Connor       | 2 episodios                                              |
| 2002        | The Secret Life of Us            | -                     | episodio "From Little Things Big Things Grow"            |
| 1997 - 1998 | State Coroner                    | Claire Ferrari        | 15 episodios                                             |
| 1997        | Good Guys Bad Guys               | Aimee                 | episodio "The Sound of One Hand Killing"                 |
| 1997        | Simone de Beauvoir's Babies      | Karla (a los 17 años) | miniserie                                                |
| 1996        | Law of the Land                  | Shannon Rayner        | episodio "Leader of the Pack"                            |
| 1994        | Janus                            | Lisa                  | 3 episodios                                              |
| 1985        | Palace of Dreams                 | Joven Niña            | miniserie                                                |
| 1985        | Five Mile Creek                  | Emma                  | episodio "Possum"                                        |

### Películas
| Año  | Título                             | Personaje         | Notas                                                                                           |
| ---- | ---------------------------------- | ----------------- | ----------------------------------------------------------------------------------------------- |
| 2023 | The Lost Flowers of Alice Hart     | Sally             | junto a Sigourney Weaver y Alycia Dednam-Carey                                                  |
| 2010 | Hawke                              | Blanche d'Alpuget | junto a Richard Roxburgh & Felix Williamson                                                     |
| 2010 | Possession(s)                      | Selina            | junto a Max Cullen, Rhys Muldoon & Laurence Fuller                                              |
| 2009 | X-Men Origins: Wolverine           | Dra. Carol Frost  | junto a Danny Huston & Hugh Jackman                                                             |
| 2009 | Beautiful                          | Jennifer          | junto a Aaron Jeffrey, Sebastian Gregory & Erik Thomson                                         |
| 2007 | Curtin                             | Elsie Jnr.        | junto a Noni Hazlehurst, William McInnes, Geoff Morrell, Dan Wyllie & Ben Esler                 |
| 2007 | Joanne Lees: Murder in the Outback | Anne              | junto a Bryan Brown, John Wood, Joanne Froggatt, Laurence Breuls, Silvio Ofria & Anthony Phelan |
| 2006 | Phase                              | Ione              | -                                                                                               |
| 2006 | The Society Murders                | Prudence          | junto a Alex Dimitriades                                                                        |
| 2004 | The Intruder                       | Zoe               | corto - junto a Bree Desborough, Dennis Linehan & Martin Terry                                  |
| 2003 | Roy Hollsdotter Live               | Cate              | junto a Luke Elliot, Andy McPhee, John Clarke & Maud Davey                                      |
| 2003 | Alice                              | Amanda            | junto a Anthony Hayes                                                                           |
| 2002 | The Thing in the Roof              | Hope              | junto a Todd MacDonald                                                                          |
| 1999 | Redball                            | Niña              | -                                                                                               |
| 1997 | The Devil Game                     | Karin             | junto a Jacqueline McKenzie, Guy Pearce, Martin Lynes, Sandy Winton & Andy Anderson             |
| 1997 | Halifax f.p: Isn't It Romantic     | Mandy Bailey      | junto a Roger Oakley                                                                            |
| 1993 | The Feds: Deadfall                 | -                 | junto a Brian Vriends                                                                           |
| 1988 | Two Brothers Running               | Ruthie Bornstein  | junto a Tom Conti & Elizabeth Alexander                                                         |
| 1986 | The Last Frontier                  | Emma Hannon       | junto a Beth Buchanan, Linda Evans, Peter Billingsley & Judy Morris                             |
| 1985 | Fortress                           | Sue               | junto a Beth Buchanan, Rachel Ward, Rebecca Rigg, Elaine Cusick & Rebecca Rigg                  |
| 1985 | Glass Babies                       | Anna Simpson      | corto - junto a Belinda Davey, Deborra-Lee Furness, Rowena Wallace & Merridy Eastman            |

### Apariciones
| Año  | Programa                  | Notas         |
| ---- | ------------------------- | ------------- |
| 2013 | Who Do You Think You Are? | -             |
| 2011 | Seduction in the City     | prestó su voz |

### Teatro[19]
| Año        | Obra                   | Personaje | Director (a)   | Teatro                    | Notas                                                                    |
| ---------- | ---------------------- | --------- | -------------- | ------------------------- | ------------------------------------------------------------------------ |
| 2010       | Madagascar             | June      | Sam Strong     | Melbourne Theatre         | junto a Nicholas Bell & Noni Hazlehurst                                  |
| 2007       | The Glass Soldier      | Maddy     | Hannie Rayson  | Melbourne Theatre         | junto a Jay Bowen, Steve Bisley & Ben Geurens                            |
| 2005       | Cyrano de Bergerac     | Roxane    | Simon Phillips | Melbourne Theatre         | junto a David Wenham & David Lyons                                       |
| 2003, 2004 | The Ishmael Club       | Ruby Lind | Denis Moore    | Playbox's Beckett Theatre | junto a Robert Menzies & Brett Climo                                     |
| 2003       | Les Liason Dangereuses | Tourvel   | Simon Phillips | Melbourne Theatre         | junto a Marcus Graham & Josephine Byrnes                                 |
| 2003       | Birthrights            | -         | Tom Gutteridge | -                         | junto a Kevin Harrington, Peter Houghton & Doris Younane                 |
| 2002       | Great Expectations     | -         | Simon Phillips | Drama Theatre             | junto a Julie Forsyth, Sam Healy, Richard Piper & Angela Punch McGregor  |
| 2001       | La gaviota             | -         | Simon Phillips | -                         | junto a Marcus Graham, Rhys McConnochie, Dan Spielman & Greg Stone       |
| 2000, 2001 | Life After George      | -         | Kate Cherry    | Merlyn Theatre            | junto a Bob Baines, Mandy McElhinney, Hayley McElhinney & Richard Piper  |
| 1999       | The Sick Room          | -         | Kate Cherry    | -                         | junto a Peter Curtin, Gerald Lepkowski, Rhys McConnochie & Oscar Redding |
| 1998       | Closer                 | -         | Bruce Myles    | -                         | junto a Marco Chiappi, Jane Menelaus & Robert Menzies                    |

## Premios y nominaciones
| Año  | Categoría                                                   | Premio                                  | Serie/Película                              | Resultado |
| ---- | ----------------------------------------------------------- | --------------------------------------- | ------------------------------------------- | --------- |
| 2018 | Most Popular Actress                                        | Logie Award                             | Offspring                                   | Nominada  |
| 2015 | Most Popular Actress                                        | Logie Award                             | Offspring & Party Tricks                    | Ganó      |
| 2015 | Most Popular Personality on Australian TV                   | Gold Logie Award                        | Offspring & Party Tricks                    | Nominada  |
| 2014 | Logie de plata a la actriz más popular                      | Premios Logie                           | Offspring                                   | Ganadora  |
| 2014 | Logie de oro a la personalidad más popular de la televisión | Premios Logie                           | Offspring                                   | Nominada  |
| 2014 | Logie de plata a la actriz más destacada                    | Premios Logie                           | Offspring                                   | Ganadora  |
| 2014 | Best Lead Actress in a Television Drama                     | AACTA Award                             | Offspring                                   | Nominada  |
| 2013 | Logie de oro a la personalidad más popular de la televisión | Premios Logie                           | Offspring                                   | Ganadora  |
| 2013 | Logie de plata a la actriz más popular                      | Premios Logie                           | Offspring                                   | Ganadora  |
| 2012 | Logie de plata a la actriz más popular                      | Premios Logie                           | Offspring y Paper Giants: The Birth of Cleo | Ganadora  |
| 2012 | Logie de oro a la personalidad más popular de la televisión | Premios Logie                           | Offspring y Paper Giants: The Birth of Cleo | Nominada  |
| 2012 | Logie de plata a la actriz más destacada                    | Premios Logie                           | Paper Giants: The Birth of Cleo             | Nominada  |
| 2012 | Best Lead Actress in a Television Drama                     | AACTA Award                             | Paper Giants: The Birth of Cleo             | Nominada  |
| 2012 | Best Performance in a Television Drama                      | Switched On Audience Choice Award       | Paper Giants: The Birth of Cleo             | Ganadora  |
| 2011 | TV Actress                                                  | Cosmopolitan Fun, Fearless Female Award | -                                           | Nominada  |
| 2011 | Logie de plata a la actriz más popular                      | Premios Logie                           | Offspring                                   | Ganadora  |
| 2011 | Logie de plata a la actriz más destacada                    | Premios Logie                           | Offspring                                   | Nominada  |
| 2011 | Logie de oro a la personalidad más popular de la televisión | Premios Logie                           | Offspring                                   | Nominada  |
| 2010 | Favourite Female                                            | TV Tonight Award                        | Offspring                                   | Ganadora  |
| 2010 | Best Supporting Actress in a Television Drama               | AFI Award                               | Hawke                                       | Nominada  |
| 2010 | Logie de plata a la actriz más destacada                    | Premios Logie                           | Underbelly: A Tale of Two Cities            | Nominada  |
| 2009 | Best Lead Actress in Television Drama                       | AFI Award                               | Underbelly: A Tale of Two Cities            | Nominada  |
| 2008 | Logie de plata a la actriz más destacada                    | Premios Logie                           | Love My Way                                 | Nominada  |
| 2008 | Most Outstanding Performance by a Female Actor              | ASTRA Award                             | Love My Way                                 | Nominada  |
| 2007 | Logie de plata a la actriz más destacada                    | Premios Logie                           | Love My Way                                 | Nominada  |
| 2007 | Most Outstanding Performance by a Female Actor              | ASTRA Award                             | Love My Way                                 | Ganadora  |
| 2006 | Best Lead Actress in Television Drama                       | AFI Award                               | Love My Way                                 | Nominada  |
| 2006 | Logie de plata a la actriz más destacada                    | Premios Logie                           | Love My Way                                 | Nominada  |
| 2006 | Most Outstanding Performance by a Female Actor              | ASTRA Award                             | Love My Way                                 | Nominada  |
| 2005 | Logie de plata a la actriz más destacada                    | Premios Logie                           | Love My Way                                 | Nominada  |
| 2005 | Most Outstanding Performance by a Female Actor              | ASTRA Award                             | Love My Way                                 | Nominada  |